# Nicolas Ouédec
Nicolas Pierre Ouédec (ur. 28 października 1971 w Lorient) – francuski piłkarz grający na pozycji napastnika.

## Kariera klubowa
Ouédec rozpoczął swoją piłkarską karierę w małym amatorskim klubie o nazwie CS Queven. Podjął w nim treningi już w wieku 9 lat, a w 1989 roku wypatrzyli go skauci FC Nantes i wtedy też zawodnik powędrował do tego klubu. W Ligue 1 zadebiutował 5 sierpnia w wygranym 5:1 meczu z Racingiem Paryż, ale był to jego jedyny mecz w sezonie. W kolejnym (1990/1991) także grał mało na skutek tego, iż nie miał szans w walce o miejsce w składzie z Patrice'm Loko, Draganem Jakovljeviciem czy Japhetem N’Doramem, ale 4 sierpnia 1990 strzelił swojego pierwszego gola w lidze w zremisowanym 1:1 spotkaniu z FC Metz. W sezonie 1991/1992 grał już coraz częściej, a w kolejnym był już podstawowym zawodnikiem drużyny, tworząc bramkostrzelny atak właśnie z Loko i N’Doramem – sam zdobył 13 goli w lidze, a Nantes zajęło 5. miejsce w lidze. W sezonie 1993/1994 Ouédec 20-krotnie trafiał do siatki rywali i w efekcie czego wywalczył tytuł króla strzelców ex æquo z Youri Djorkaeffem i Rogerem Boli. Natomiast w 1995 roku osiągnął jeszcze większy sukces, jakim było pierwsze od 12 lat mistrzostwo Francji. Dzięki temu w sezonie 1995/1996 Ouédec wystąpił w Lidze Mistrzów dochodząc z „Kanarkami” do półfinału (porażka w dwumeczu z Juventusem Turyn). Dla Nantes rozegrał łącznie 150 meczów, w których strzelił 63 gole.
Latem 1996 Ouédec odszedł z Nantes i skorzystał z oferty hiszpańskiego Espanyolu Barcelona. W Primera División zadebiutował 2 września w przegranym 2:3 meczu ze Sportingiem Gijón i w debiucie zdobył gola. W Espanyolu spędził dwa sezony nie odnosząc żadnych większych sukcesów – klub ten zajmował wówczas miejsca w środku tabeli. Strzelił łącznie 17 goli, ale to Jordi Lardín i Juan Eduardo Esnaider byli skuteczniejsi w poszczególnych sezonach.
W 1998 roku Ouédec wrócił do Francji i został piłkarzem Paris Saint-Germain. Transfer ten okazał się jednak niewypałem i Nicolas przez pół sezonu nie zdobył żadnego gola i w styczniu 1999 odszedł do Montpellier HSC. Tam także nie wiodło mu się najlepiej i w 2000 roku spadł z tym klubem do Ligue 2. Na drugim froncie występował przez rok i latem 2001 przeszedł do belgijskiego R.A.A. Louviéroise, dla którego strzelił 3 gole w Eerste klasse. W 2002 roku Ouédec wyjechał do Chin, gdzie najpierw przez rok grał w Dalian Shide, a w 2003 przeszedł do Shandong Luneng, z którym wygrał Puchar Chin oraz wywalczył wicemistrzostwo Chin w 2004 roku, a po sezonie zakończył piłkarską karierę.
| Sezon   | Klub                | Kraj      | Rozgrywki        | Mecze | Bramki |
| ------- | ------------------- | --------- | ---------------- | ----- | ------ |
| 1989/90 | FC Nantes           | Francja   | Ligue 1          | 1     | 0      |
| 1990/91 | FC Nantes           | Francja   | Ligue 1          | 5     | 2      |
| 1991/92 | FC Nantes           | Francja   | Ligue 1          | 21    | 6      |
| 1992/93 | FC Nantes           | Francja   | Ligue 1          | 36    | 13     |
| 1993/94 | FC Nantes           | Francja   | Ligue 1          | 38    | 20     |
| 1994/95 | FC Nantes           | Francja   | Ligue 1          | 34    | 18     |
| 1995/96 | FC Nantes           | Francja   | Ligue 1          | 15    | 4      |
| 1996/97 | Espanyol Barcelona  | Hiszpania | Primera División | 27    | 8      |
| 1997/98 | Espanyol Barcelona  | Hiszpania | Primera División | 32    | 9      |
| 1998/99 | Paris Saint-Germain | Francja   | Ligue 1          | 12    | 0      |
| 1998/99 | Montpellier HSC     | Francja   | Ligue 1          | 14    | 2      |
| 1999/00 | Montpellier HSC     | Francja   | Ligue 1          | 18    | 2      |
| 2000/01 | Montpellier HSC     | Francja   | Ligue 2          | 12    | 3      |
| 2001/02 | R.A.A. Louviéroise  | Belgia    | Eerste klasse    | 12    | 3      |
| 2002    | Dalian Shide        | Chiny     | Superliga        | 20    | 10     |
| 2003    | Shandong Luneng     | Chiny     | Superliga        | 18    | 7      |
| 2004    | Shandong Luneng     | Chiny     | Superliga        | 18    | 2      |

## Kariera reprezentacyjna
Ouédec jeszcze jako gracz Nantes występował w młodzieżowej reprezentacji Francji U-21, dla której zdobył 11 goli w 18 meczach. W pierwszej reprezentacji zadebiutował 29 maja 1994 w wygranym 4:1 meczu z Japonią. Jednak na skutek konkurencji w składzie nie pojechał m.in. na Euro 96. W kadrze narodowej przez trzy lata wystąpił w siedmiu spotkaniach i zdobył w nich jednego gola.